# Plevník-Drienové
Plevník-Drienové je naseljeno mjesto u okrugu Považská Bystrica u Trenčínskom kraju u Slovačkoj.

## Stanovništvo
| Godina:     | 1993. | 2003.   | 2013.   | 2023.   |
| ----------- | ----- | ------- | ------- | ------- |
| Broj ljudi: | 1565  | 1583    | 1596    | 1694    |
| Razlika:    |       | +1,15 % | +0,82 % | +6,14 % |

| Godina:     | 2022. | 2023.   |
| ----------- | ----- | ------- |
| Broj ljudi: | 1672  | 1694    |
| Razlika:    |       | +1,31 % |

Prema podatcima o broju stanovnika iz 2023. godine naselje je imalo 1694 stanovnika.

## Vanjske poveznice
|  | Zajednički poslužitelj ima još gradiva o temi Plevník-Drienové |

- Službena stranica naselja (sl.)